# Alcindo Gabrielli
Alcindo Gabrielli (Veranópolis, em 17 de julho de 1962) é um advogado e político filiado ao Movimento Democrático Brasileiro – MDB desde a data de 13 de agosto de 1991. Foi prefeito municipal de Bento Gonçalves (RS) de 2005 a 2008.
Além disso, foi vereador por dois mandatos (1993/1996 e 1997/2000) e vice-prefeito de Bento Gonçalves na gestão 2001/2004.

## Biografia
Alcindo Gabrielli nasceu em Veranópolis na data de 17 de julho de 1962. Aos 17 anos passou a residir na cidade de Bento Gonçalves. Trabalhou como serviços gerais em fábrica de carrocerias, operador de máquinas em fábrica de bolas. Cursou técnico em segurança do trabalho e o curso de direito na Universidade de Caxias do Sul. Iniciou sua atividade profissional de advogado no ano de 1998.

## Atividade Política
Após a filiação partidária, foi eleito vereador no ano de 1992. Reeleito vereador em 1996. Foi Presidente do Diretório Municipal do PMDB de Bento Gonçalves e assumiu a Coordenadoria Regional da Região dos Vinhedos. Foi líder da Bancada do PMDB na Câmara de Vereadores e Secretario da Mesa Diretora da Câmara de Vereadores de Bento Gonçalves. Concorreu a Deputado Estadual em 2002. Foi vice-prefeito de Bento Gonçalves na gestão 2001/2004 e prefeito na gestão 2005/2008. O Prefeito antecessor foi Darcy Pozza (PP) e o sucessor Roberto Lunelli (PT), uma vez que na eleição de 2008 não foi reeleito.

## Prefeito de Bento Gonçalves
Em outubro de 2004 foi eleito Prefeito de Bento Gonçalves pelo PMDB com 35.865 votos.
Em sua gestão de quatro anos, deu ênfase para os setores de educação e saúde. Foram efetivadas parcerias com entidades e órgãos governamentais na área da segurança implantando o auxilio-aluguel, compra de viaturas e repasses de recursos municipais. Reaparelhamento do Corpo de Bombeiros através da implementação do FUNREBOM. Repasse de recursos para associações esportivas, culturais, cooperativas habitacionais, de estudantes de ensino superior e associações de recicladores. Apoio ao Bento Vôlei, Fenavinho Brasil e outros eventos culturais, turísticos e esportivos.
Foram construídas ou ampliadas várias escolas, ginásios de esportes, postos de saúde, pavimentação basáltica e asfáltica em inúmeras ruas do Município, redes de água e implantação de redes de telefonia no interior.
Foi implantado o Programa FALA CIDADÃO que se destinava a prestar contas e ouvir sugestões em reunião nos bairros e o Planejamento Estratégico Bento 2027 se tornou uma realidade.
Ocorreu a desapropriação do imóvel para instalação do Presidio Regional de Bento Gonçalves e a entrega do projeto do Sistema de Esgotamento Sanitário através de parceria com a CORSAN. Construção do Monumento dos Imigrantes
Em decorrência de sua atuação pública recebeu diversas homenagens e títulos: Premio Gestor Público 2006, Premio Responsabilidade Ambiental, Prefeito Amigo da Criança da Fundação Abrinq, Comenda da Brigada Militar, Comenda Cavalieri da Itália concedida pelo Governo Italiano.
Em sua gestão, o Município de Bento Gonçalves foi  1º colocado do RS no Índice de Desenvolvimento da Educação Básica medido pelo Ministério da Educação.
Encerrou seu mandato em dezembro de 2008 com um saldo financeiro positivo de R$ 15.600.000,00.

## Desempenho em eleições
| Histórico eleitoral de Alcindo Gabrielli | Histórico eleitoral de Alcindo Gabrielli | Histórico eleitoral de Alcindo Gabrielli | Histórico eleitoral de Alcindo Gabrielli | Histórico eleitoral de Alcindo Gabrielli             | Histórico eleitoral de Alcindo Gabrielli | Histórico eleitoral de Alcindo Gabrielli | Histórico eleitoral de Alcindo Gabrielli |
| Ano                                      | Eleição                                  | Cargo                                    | Partido                                  | Coligação                                            | Votos                                    | %                                        | Resultado                                |
| ---------------------------------------- | ---------------------------------------- | ---------------------------------------- | ---------------------------------------- | ---------------------------------------------------- | ---------------------------------------- | ---------------------------------------- | ---------------------------------------- |
| 2004                                     | Municipal de Bento Gonçalves             | Prefeito                                 | PMDB                                     | Bento Cada Vez Melhor (PMDB/PP)                      | 35 865                                   | 59,45                                    | Eleito                                   |
| 2008                                     | Municipal de Bento Gonçalves             | Prefeito                                 | PMDB                                     | Bento Cada Vez Melhor (PMDB/PP)                      | 22 877                                   | 37,49                                    | Não eleito                               |
| 2016                                     | Municipal de Bento Gonçalves             | Vice-Prefeito                            | PMDB                                     | Um Novo Tempo para Bento (PMDB/PSB/PSC/PHS/PTN/PSDC) | 11 624                                   | 17,29                                    | Não eleito                               |
| 2018                                     | Estaduais no Rio Grande do Sul           | Deputado Estadual                        | MDB                                      | Partido isolado                                      | 15 095                                   | 0,26                                     | Suplente                                 |
| 2020                                     | Municipal de Bento Gonçalves             | Prefeito                                 | MDB                                      | Bento Unido e Forte (MDB/PL/PATRIOTA)                | 13 510                                   | 21,60                                    | Não eleito                               |
| 2024                                     | Municipal de Bento Gonçalves             | Vereador                                 | MDB                                      | Partido isolado                                      | 819                                      | 1,25                                     | Eleito                                   |